# FinanzOnline
FinanzOnline ist eine von der Bundesrechenzentrum GmbH (in Wien) im Auftrag des Bundesministeriums für Finanzen betriebene Webanwendung, die dazu dient, viele Steuerangelegenheiten online erledigen zu können. Der Benutzer authentisiert sich dabei gegenüber der Finanzverwaltung mit seinen persönlichen Zugangsdaten, die er zuvor per RSa-Brief bekommen hat, oder mittels ID Austria (zuvor auch mit Bürgerkarte).
Teilweise müssen die Steuer betreffende Erklärungen auch schon elektronisch abgegeben werden, wenn es für den Steuerzahler zumutbar ist. Außerdem verlängern sich Abgabefristen, wenn die Erklärung über FinanzOnline eingebracht wird.

## Trivia
In dem im Jahr 2014 veröffentlichten Album Zurück zum Eisprung der österreichischen Band Horst (bekannt aus der Fernsehsendung Herz von Österreich) befindet sich ein Song namens Finanz Online, der sich auf humoristische Art und Weise mit FinanzOnline sowie einem Besuch bei einem österreichischen Finanzamt auseinandersetzt.